# Henri Morin
Henri Morin est un érudit et historien français, membre de l'Académie royale des inscriptions et belles-lettres, né à Saint-Pierre-sur-Dives en 1655, et mort à Caen le 16 juillet 1728.

## Biographie
Henri Morin est le fils aîné d'Étienne Morin (1625-1700),, un des plus célèbres ministre de la religion réformée, et d'Hélène le Paulmier, nièce du savant Jacques Le Paulmier de Grentemesnil. Après la révocation de l'édit de Nantes, ses parents se sont retirés en Hollande et les enfants ont été gardés à Caen où ils ont reçu une éducation qui les a fait rentrer dans la religion catholique.
Henri Morin, l'aîné des enfants, vint assez tôt à Paris où il s'est attaché à l'abbé de Caumartin qui a été ensuite nommé évêque de Blois.
Il a été reçu comme élève à l'Académie royale des inscriptions et belles-lettres en qualité d'élève en 1707, puis d'associé en 1713, et de pensionnaire en 1724. L'année suivante , des raisons familiales, et plus encore à cause de ses infirmités, il s'est retiré en province sans demander le titre de vétéran. N'étant plus sur la liste des académiciens à sa mort, aucun éloge n'a été faite.

## Publications
Il traita de différents sujets relatifs aux cultes et aux divinités de la Grèce et de Rome. On ne connait de lui que les dissertations publiés dans les Mémoires de l'Académie royale des inscriptions et belles-lettres :
1. Des victimes humaines, Histoire de l'Académie des belles-lettres, tome 1, p. 47
2. Conjectures sur un passage de Josephe, Histoire de l'Académie des belles-lettres, tome 1, p. 142
3. Sur les dieux Patæques ou Pataïques, Mémoires de l'Académie des belles-lettres, tome 1, p. 39
4. Des augures, Mémoires de l'Académie des belles-lettres, tome 1, p. 291
5. Différentes conjectures sur l'Anchialus de Martial, Mémoires de l'Académie des belles-lettres, tome 2, p. 366
6. Des privilèges de la main droite, Histoire de l'Académie des belles-lettres, tome 3, p. 68
7. Des baisemains, Histoire de l'Académie des belles-lettres, tome 3, p. 74
8. De l'usage de la prière pour les morts parmi les payens, Histoire de l'Académie des belles-lettres, tome 3, p. 84
9. De l'usage du jeûne chez les Anciens, par rapport à la religion, Mémoires de l'Académie des belles-lettres, tome 4, p. 29
10. Histoire critique de la pauvreté, Mémoires de l'Académie des belles-lettres, tome 4, p. 296
11. Histoire critique du célibat, Mémoires de l'Académie des belles-lettres, tome 4, p. 308
12. Question académique : pourquoi on fait des souhaits en faveur de ceux qui éternuent, Mémoires de l'Académie des belles-lettres, tome 4, p. 325
13. De l'or et de l'argent, Mémoires de l'Académie des belles-lettres, tome 5, p. 123
14. Sur le chant mélodieux attribué aux cygnes par les Anciens, Mémoires de l'Académie des belles-lettres, tome 5, p. 207